# Trochosa obscura
Trochosa obscura là một loài nhện trong họ Lycosidae.
Loài này thuộc chi Trochosa. Trochosa obscura được Carl Friedrich Roewer miêu tả năm 1960.